# Hisao Sekiguchi
Hisao Sekiguchi (jap. 関口 久雄 Sekiguchi Hisao; ur. 29 października 1954) – były japoński piłkarz, reprezentant kraju.

## Kariera klubowa
Od 1973 do 1988 roku występował w klubie Mitsubishi Motors.

## Kariera reprezentacyjna
W reprezentacji Japonii zadebiutował w 1978. W sumie w reprezentacji wystąpił w 3 spotkaniach.

## Statystyki
| Reprezentacja Japonii | Reprezentacja Japonii | Reprezentacja Japonii |
| Rok                   | Mecze                 | Gole                  |
| --------------------- | --------------------- | --------------------- |
| 1978                  | 3                     | 1                     |
| Razem                 | 3                     | 1                     |